# Kranovo, Silistra
Kranovo (în bulgară Краново, în română Cranova) este un sat în comuna Kainardja, regiunea Silistra, Dobrogea de Sud, Bulgaria. 
Între anii 1913-1940 a făcut parte din plasa Silistra a județului Durostor, România.

## Demografie
Componența etnică a satului Kranovo
     Bulgari (98,91%)
     Nicio identificare (1,08%)
     Altele (0%)
La recensământul din 2011, populația satului Kranovo era de 92 locuitori. Din punct de vedere etnic, majoritatea locuitorilor (98,91%) erau bulgari. Pentru 1,08% din locuitori nu este cunoscută apartenența etnică.